# Futebol Clube do Marco
El Futebol Clube do Marco és un club de futbol portuguès, de la ciutat de Marco de Canaveses al Districte de Porto. Va ésser fundat l'any 1927 i juga a la Segona Divisió de Portugal.

## Història
El Futebol Clube do Marco es va fundar el 25 de maig de 1927. L'any 2000 va arribar a segona divisió només per segona vegada, descendint al final de la temporada, però immediatament recuperant l'ascens.
Durant quatre temporades consecutives, el FC Marco va competir en el segon nivell. L'any 2004-05 va aconseguir la seva millor classificació de la seva història, acabant en quarta posició, a nou punts de l'últim promotor CF Estrela da Amadora. A la campanya següent, el club va acabar la seva carrera de la Copa de Portugal amb una valenta exhibició contra l'eventual guanyador, el FC Porto, perdent 0-1 a casa.
El 27 de setembre de 2007, amb Marco ja a la tercera divisió, la Federació Portuguesa de Futbol va castigar el club amb el descens, la suspensió de tota activitat durant dos anys i una multa de 2.500 €, després de no participar en quatre partits de lliga. L'any 2009-10 es va crear un nou equip com a Associação Desportiva de Marco de Canaveses (AD Marco 09 abreujada), competint a la Segona Divisió Regional del Porto i assolint l'ascens a la primera temporada.